# Martin Drew
Martin Drew (Northampton, 11 februari 1944 – Londen, 29 juli 2010) was een Britse jazzdrummer.

## Biografie
Drew begon met drummen op 6-jarige leeftijd en had zijn eerste professionele optredens op 13-jarige leeftijd. Hij leerde van George Fierstone en werkte van 1975 tot 1995 als drummer bij Ronnie Scott, waar hij musici als Ella Fitzgerald, Dizzy Gillespie, Chet Baker en Dexter Gordon begeleidde. Van 1974 tot 2004 maakte hij deel uit van het combo van Oscar Peterson, met wie hij optrad en opnam in Canada, de Verenigde Staten en Zuid-Amerika, Japan, Australië en Europa, onder meer met het Count Basie Orchestra.
Drew leidde ook verschillende eigen bands, waaronder het kwintet Our Band met Dick Morrissey, Jim Mullen, John Critchinson en Ron Mathewson, een kwartet met Mornington Lockett, Gareth Williams en Laurence Cottle en het kwintet Celebrating the Jazz Couriers, opgericht in 2000 (met Mornington Lockett, Nigel Hitchcock, Steve Melling en Andrew Cleyndert).

## Overlijden
Martin Drew overleed in juli 2010 op 66-jarige leeftijd.

## Discografie
- 1999: Got A Match?, Martin Drew Quartet
- 2002: Celebrating The Jazz Couriers Vol 1 en 2